# آرو آربانگ
آرو آربانگ (به لاتین: Aaru Arbang) در نپال با جمعیت ۵٬۰۱۲ نفر است که در gandaki zone واقع شده‌است.